# 補欠分子族
補欠分子族（ほけつぶんしぞく、Prosthetic group）は、タンパク質の生物活性において重要なタンパク質に結合する非タンパク質（非アミノ酸）要素である。補欠分子族は有機物（ビタミン、糖、脂質など）または無機物（金属イオンなど）であることがあり得る。補欠分子族はタンパク質にかたく繋がれており、共有結合を通して結合される。補欠分子族は酵素反応において重要な役割を持つ。補欠分子族が無いタンパク質はアポタンパク質と呼ばれるのに対し、補欠分子族がついているそれはホロタンパク質と呼ぶ。
補欠分子族は補因子の1つで、一時的に酵素と結合するのではなく永久的に酵素と結合しているという点で補酵素とは異なる。酵素では、補欠分子族はいくつかの経路においてその活性部位に関係している。
ヘモグロビンのヘムは補欠分子族の一つである。さらに、有機物の補欠分子族にはチアミン（ビタミンB1）、チアミンピロリン酸、ピリドキサールリン酸そしてビオチンなどのビタミン誘導体がある。よって、補欠分子族はしばしばビタミンであるか、ビタミンから作られる。これが、ビタミンがヒトの食事に必要な理由の一つである。
無機物の補欠分子族は通常は鉄（チトクロムcオキシダーゼ、ヘモグロビンなどのヘム）、亜鉛（炭酸脱水酵素など）、マグネシウム（いくつかのキナーゼなど）、モリブデン（硝酸還元酵素など）のような遷移金属イオンである。

## 補欠分子族の一覧
| 補欠分子族                     | 機能                           | 分布                           |
| フラビンモノヌクレオチド       | 酸化還元反応                   | バクテリア、アーキア、真核生物 |
| フラビンアデニンジヌクレオチド | 酸化還元反応                   | バクテリア、アーキア、真核生物 |
| ピロロキノリンキノン           | 酸化還元反応                   | バクテリア                     |
| ピリドキサールリン酸           | アミノ基転移、脱炭酸、脱アミノ | バクテリア、アーキア、真核生物 |
| ビオチン                       | カルボキシル化                 | バクテリア、アーキア、真核生物 |
| メチルコバラミン               | メチル化と異性化               | バクテリア、アーキア、真核生物 |
| チアミンピロリン酸             | 脱炭酸                         | バクテリア、アーキア、真核生物 |
| ヘム                           | 酸素の結合と酸化還元反応       | バクテリア、アーキア、真核生物 |
| モリブドプテリン               | 酸化                           | バクテリア、アーキア、真核生物 |
| リポ酸                         | 酸化還元反応                   | バクテリア、アーキア、真核生物 |